# Depo kolejových vozidel Brno

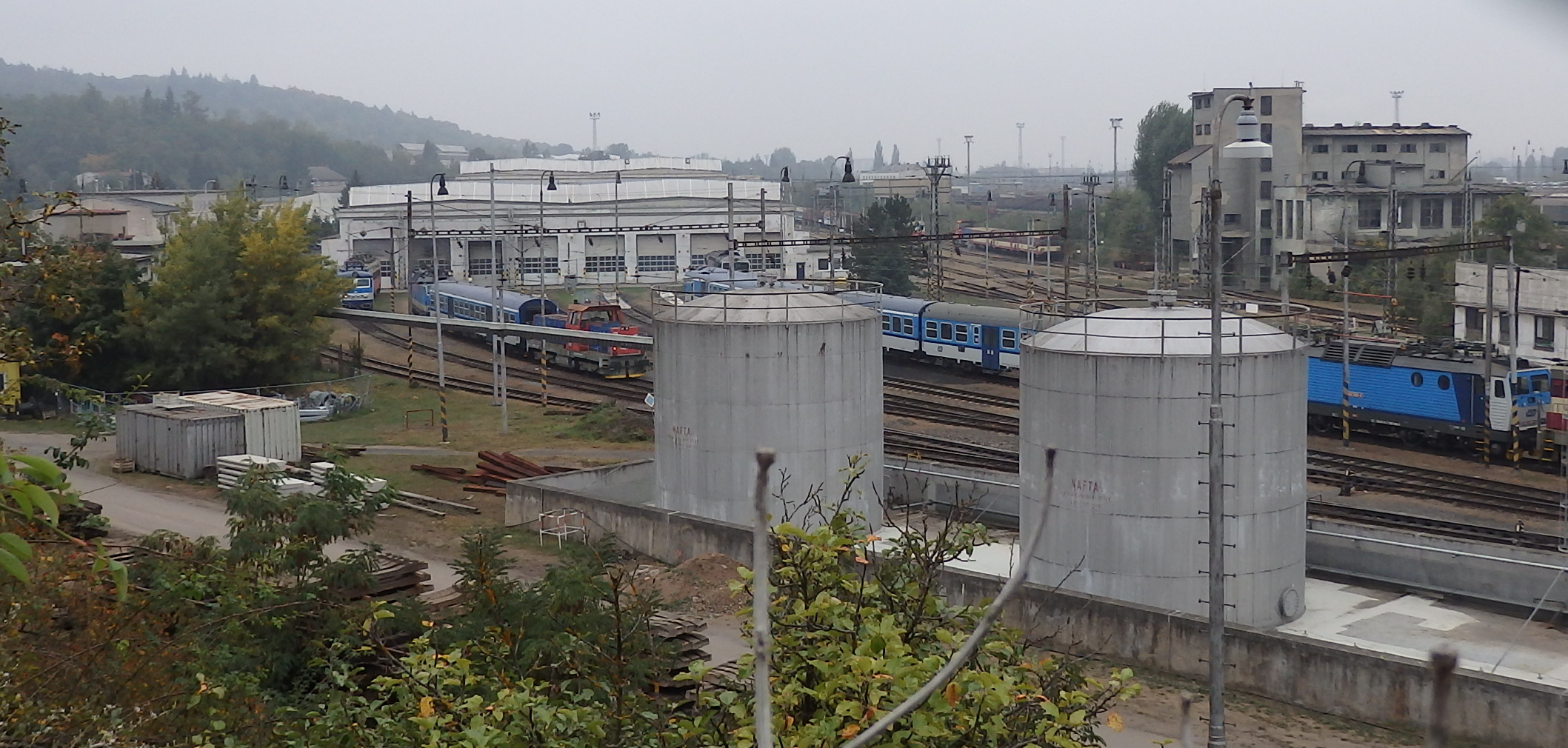
DKV Brno-Maloměřice

Depo kolejových vozidel Brno (DKV Brno) je jednou z oblastních výkonných jednotek typu DKV u Českých drah a. s. Do DKV Brno patřilo v roce 2006 přes dva tisíce zaměstnanců, z toho asi devět set strojvedoucích.
K dalším změnám došlo od prosince 2007, kdy byla nákladní doprava včetně vozidel vyčleněna do společnosti ČD Cargo a byly zrušeny tři jednotky DKV Českých drah.

## Historie
Původní brněnské depo na dolním nádraží bylo budováno od počátku 50. let 19. století. Nejprve bylo tvořeno dřevěnými domky, poté byla vybudována točna, olejárna a na jihu depa uhelné skládky na zbrojení parních lokomotiv.
Pak postupně byly budovány moderní haly a rozsáhlá kolejiště v Maloměřicích. Součástí depa byla vozební stanice Brno-Horní Heršpice, kde se soustředil provoz a údržba motorových vozů dříve řad 830 a 850. V současné době jsou zde deponovány řady 842, 854 a k nim řídící vozy Bfbrdtn. Jeho provoz byl zahájen 1. října 1964 pod názvem Lokomotivní depo Maloměřice, dnes je označované jako provozní jednotka Brno-Maloměřice, lidově je depo nazývané Majlont. Centrální část depa tvoří dvě haly pro opravy a údržbu motorových a elektrických lokomotiv. Mezi halami je přesuvna. Dále je součástí depa hala podúrovňového soustruhu a elektronické kolejové váhy, od léta 2006 i moderní myčka, programovatelná pro jednotlivé druhy vozidel.
Na konci srpna 1994 vzniká sloučením dep Brno dolní a Brno-Maloměřice jednotka Lokomotivní depo Brno, od ledna 1995 byla sloučena deponace lokomotiv a vozů do jednotky Depo kolejových vozidel Brno.
V roce 1997 byla sloučena depa Břeclav a Brno a vozební stanice Havlíčkův Brod, Znojmo a Horní Heršpice.
V červenci 2004 byly organizačně připojeny provozní jednotky Jihlava a Veselí nad Moravou.

## Další provozní jednotky
Provozní jednotky DKV Brno jsou v Brně-Maloměřicích, Havlíčkově Brodě, Jihlavě a Veselí nad Moravou. Provozní jednotky (PJ) zajišťují provoz i údržbu vozidel. Pak je součástí DKV Brno ještě jedno provozní středisko (PS) a čtyři provozní pracoviště (PP), kde se údržba neprovádí.

## Dobrovolná zájmová činnost
Při provozní jednotce Veselí nad Moravou působí občanské sdružení Společnost železniční – výtopna Veselí nad Moravou. Navazuje na činnost skupiny dobrovolníků, kteří od konce 70. let 20. století jezdili renovovat Kysucko-oravskou lesní železnici i její vozidla. Zprovoznili tak část trati z Vychylovky na Tanečník. Od rozdělení Československa v roce 1993 působili pod hlavičkou Společnost železniční, výtopna Jaroměř, v roce 1999 byli zaregistrování jako samostatné občanské sdružení. Sdružení opravilo a samo provozuje historický motorový vůz 820.083 (dříve řada M 240.0) a obnovila a udržuje původní tzv. veletržní nátěr na prototypové lokomotivě 751.002 (původně řada T 478.1), kterou dále provozují České dráhy.
V Brně také působí občanské sdružení Klub přátel kolejových vozidel Brno, občanské sdružení, renovující a provozující historická kolejová vozidla, zvláště lokomotivy průmyslových drah. Do jejího zániku provozovalo železniční dopravu na trati 903 Sázava–Přibyslav.